# Doris Pack
Doris Pack (ur. 18 marca 1942 w Schiffweiler) – niemiecka polityk, nauczycielka, była posłanka do Bundestagu, deputowana do Parlamentu Europejskiego III, IV, V, VI i VII kadencji.

## Życiorys
Ukończyła w 1965 studia w wyższej szkole pedagogicznej, następnie przez dziewięć lat pracowała jako nauczyciel w szkole podstawowej. Od 1967 do 1974 sprawowała mandat radnej gminy Bübingen, później przez dwa lata radnej Saarbrücken. W połowie lat 80. była zatrudniona w ministerstwie kultury i szkolnictwa Kraju Saary.
Wstąpiła do Unii Chrześcijańsko-Demokratycznej. W latach 1974–1983 i ponownie w okresie 1985–1989 zasiadała z jej ramienia w Bundestagu. Reprezentowała łącznie przez cztery lata niemiecki parlament w Zgromadzeniu Parlamentarnym Rady Europy. W 1989 z listy CDU uzyskała mandat deputowanej do Parlamentu Europejskiego. Od tego czasu skutecznie ubiegała się o reelekcję w kolejnych wyborach europejskich (w 1994, 1999, 2004 i 2009).
Udzielała się w szeregu organizacji społecznych i kulturalnych, m.in. jako członkini rady telewizji ZDF. Odznaczona orderami niemieckimi, francuskimi i albańskimi, uhonorowana tytułem doctora honoris causa Uniwersytetu w Zadarze.

## Odznaczenia
- Order Księcia Trpimira (Chorwacja, 1995)[1]
- Order Wolności (Kosowo, 2004)[2]
- Wielka Złota Odznaka Honorowa za Zasługi dla Republiki Austrii (Austria, 2006)[3]
- Krzyż Komandorski Orderu Wiernej Służby (Rumunia, 2011)[4]
- Order Skanderbega (Albania, 2015)[5]